# Cortinarius calosporus
Cortinarius calosporus är en svampart som först beskrevs av M. Zang, och fick sitt nu gällande namn av Peintner, M.M. Moser, E. Horak & Vilgalys 2002. Cortinarius calosporus ingår i släktet Cortinarius och familjen spindlingar.   Inga underarter finns listade i Catalogue of Life.